# Lenguas de Alemania
El idioma oficial es el alemán estándar o también conocido como alemán, alrededor del 95% de la población usa cotidianamente el alemán estándar o alguna variedad altogermánica o bajogermánica como lengua principal. En estas cifras se incluye también el bajo sajón septentrional, que actualmente es una minoría lingüística regional reconocida, que en las estadísticas alemanas no se reconoce como lengua diferenciada del alemán a pesar de las diferencias lingüísticas. Otras lenguas regionales o minoritarias sí tienen reconocimiento oficial.

## Lengua oficial
La constitución alemana no menciona ninguna lengua. En 2010, una iniciativa del partido
CDU para incluir el alemán en la constitución no llegó a ninguna votación en el Bundestag. En el mismo partido, Angela Merkel y su candidato sucesor Armin Laschet se pronunciaron en contra de esta iniciativa.
A nivel federal, la Ley Federal de Procedimientos Administrativos (VwVfG, artículo 23/1) otorga oficialidad al alemán en ciertos contextos jurídicos federales.
A nivel de estados federados, la legislación de 13 de los 16 Länder da carácter oficial al alemán. Los otros 3 dejan la cuestión indefinida.
En la práctica, dentro de Alemania los trámites escritos entre ciudadanos y funcionarios no suelen permitir otra lengua que el alemán. Sin embargo, para trámites en consulados, existen por ejemplo formularios de renovación de pasaporte bilingües con inglés, francés o español según el país.

## Lenguas autóctonas

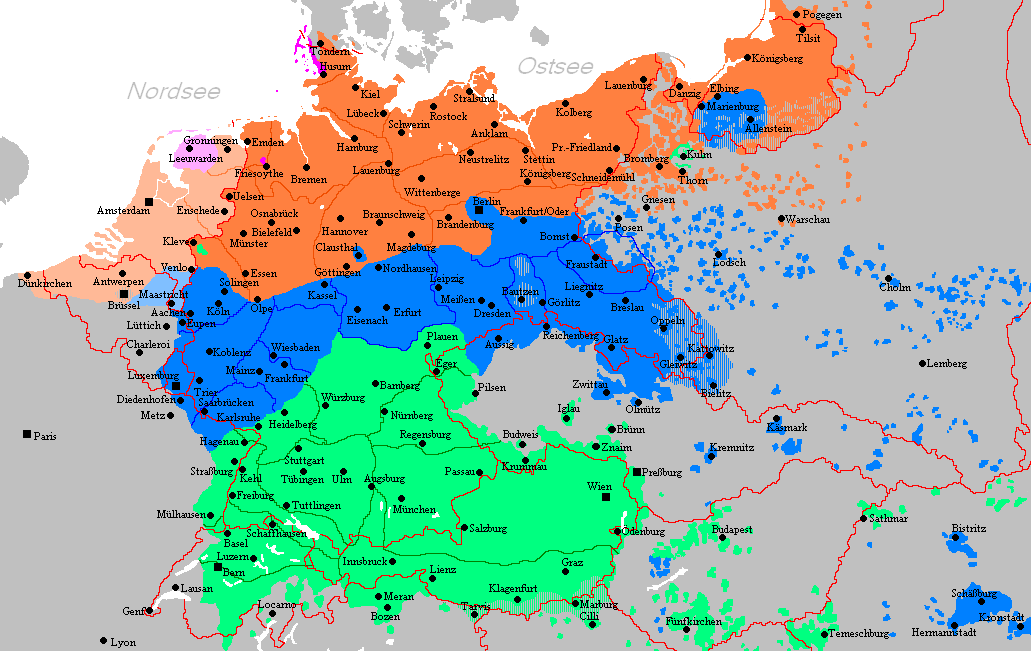
Lenguas bajogermánicas (naranja), altogermánicas centrales (azul) y altogermánicas superiores (verde) en 1937. También se incluyen las variedades germánicas occidentales habladas en Países Bajos y Bélgica, expresadas en tonos más pálidos.

Las lenguas autóctonas conocidas de Alemania son las lenguas cuyo desarrollo histórico se produjo en territorios pertenecientes a la actual Alemania. En época romana el territorio habría estado poblado por pueblos celtas y germánicos. La expansión de los pueblos germánicos hacia el sur especialmente a partir de siglo III d. C. desplazaron tanto a los celtas continentales como a parte de la población más romanizada del centro de Europa. Posteriormente a partir del siglo VI d. C. pueblos eslavos procedentes del este llegaron a ocupar partes de lo que hoy es Alemania oriental, en concreto el polabo y el sórabo se remontarían a esa invasión eslava más reciente. Con posterioridad al siglo X no hubo demasiadas alteraciones con respecto a la distribución lingüística y, más modernamente, el principal cambio ha sido la progresiva extensión del alemán estándar frente a las lenguas regionales que antes del siglo XIX eran claramente dominantes en el uso cotidiano.

### Lenguas altogermánicas y bajogermánicas

Área donde se hablaron tradicionalmente variedades bajogermánicas orientales (bajoalemánicas o bajo sajón).

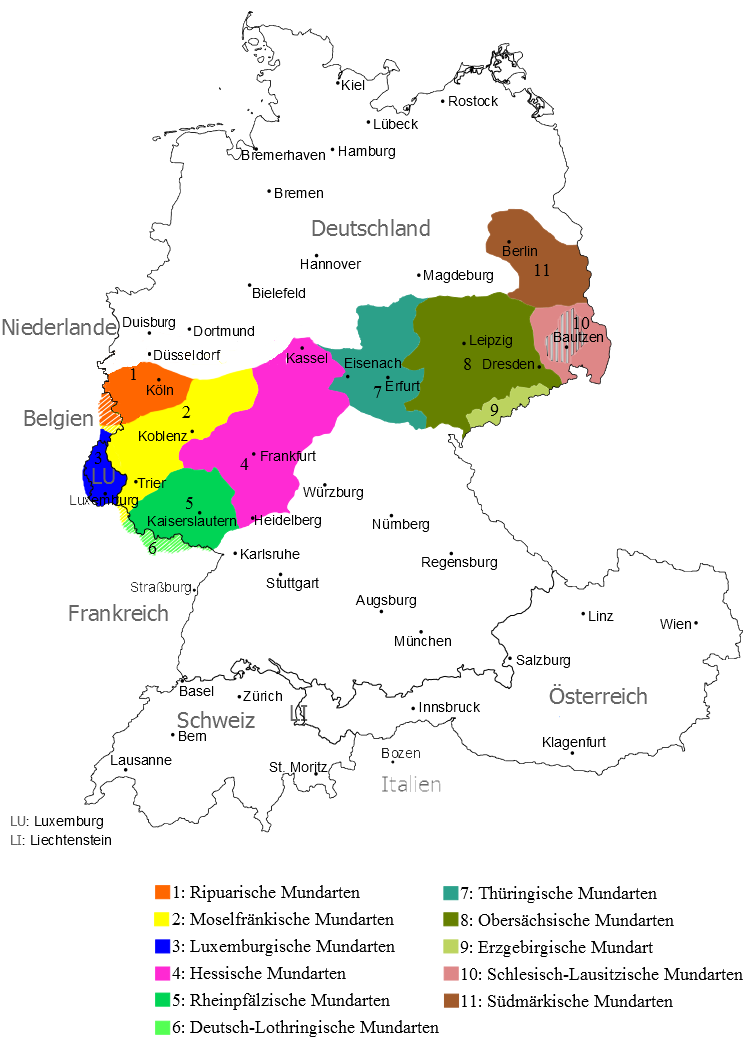
Variedades de alto alemán central.

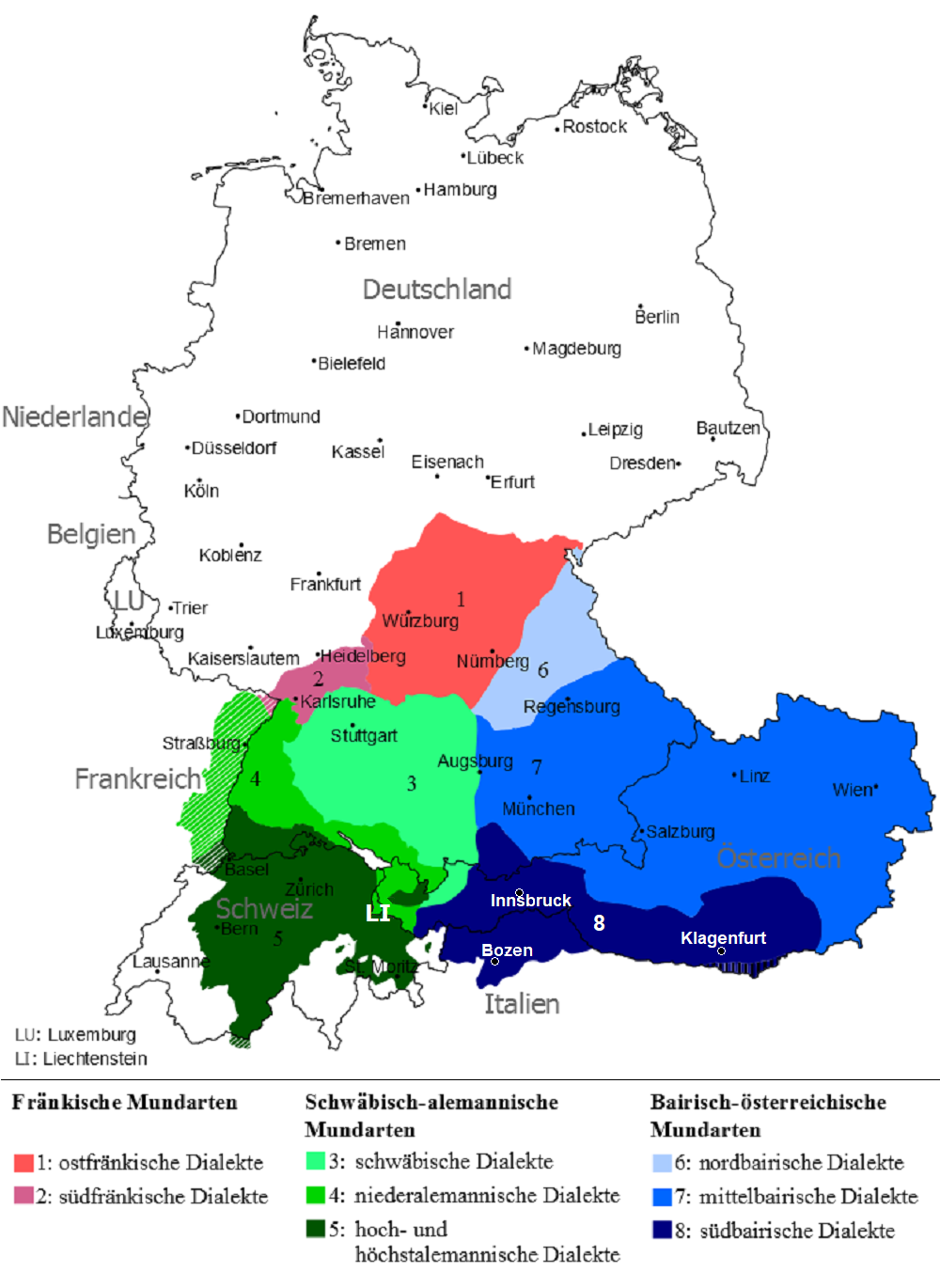
Variedades de alto alemán superior.

Las lenguas consideradas usualmente como "alemán no estándar" son muy varidas y pueden llegar a diferir notablemente entre sí. Se dividen usualmente en dos grandes bloques:
- Bajo alemán
  - Bajo alemán occidental (o bajo sajón) que incluye las siguientes variedades: bajo sajón occidental en las áreas de Münster y Osnabrück en Baja Sajonia, bajo alemán oriental hablado en el suerte de Baja Sajonia (Hanóver, Brunswick, Gotinga) y en la Llanura de Magdeburgo y finalmente el bajo sajón septentrional.
  - Bajo alemán oriental que incluye las siguientes variedades: brandeburgués (en Brandeburgo, norte de Sajonia-Anhalt y el mecklemburgués-pomerano en Mecklenburgo-Pomerania Occidental.
- Alto alemán
  - Alto alemán central
    - Alto alemán central occidental (Westmitteldeutsch), parte del grupo franconio, que incluye las siguientes variedades: el fráncico ripuario (Ripuarisch), el franconio del Mosela (Moselfränkisch), el franconio del Rin (Rheinfränkisch), el alemán del Palatinado (Pfälzisch), el hessiano (Hessisch).
    - Alto alemán central oriental (Ostmitteldeutsch), que incluye las siguientes variedades: lausitzisch-neumärkisch, turingio (Thüringisch), alto sajón (sächsisch), Alto prusiano, Alto sajón septentrional, Alemán silesio.

  - Alto alemán superior
    - Alto franconio, que incluye el alto franconio oriental y el alto franconio meridional.
    - Alemánico, que incluye las siguientes variedades: suabo (Schwäbisch), hablado en Suabia), bajo alemánico (Niederalemannisch), alto alemánico (Hochalemannisch).
    - Austro-Bávaro que incluye a su vez diversos bloques dialectales: austro-bávaro septentrional (Nordboarisch, Nordbairisch) hablado en Alto Palatinado y el austro-bávaro central (Mittelboarisch, Mittelbairisch) hablado en Baviera (y también en Austria).

  - Yidis lengua alto alemana de los judíos del centro y del este europeo (comunidades asquenazíes), prácticamente desaparecida en Alemania desde el  Holocausto.

### Lenguas minoritarias reconocidas
Las lenguas minoritarias regionales que tienen reconocimiento oficial son el bajo alemán y las siguientes:
- Sórabo (0,09%), es una lengua eslava que goza de protección en Lusacia, una pequeña región entre Brandeburgo y Sajonia.
- Danés (0,06%), hablado junto a la frontera con Dinamarca en el norte de Schleswig-Holstein.
- frisón septentrional (0,01%), en algunos pueblos agrícolas de Baja Sajonia y en el oeste de Schleswig-Holstein.

Según la Constitución de Schleswig-Holstein la minoría frisona y danesa tienen garantizada su representación en el parlamento regional y las lenguas están protegidas.
Entre las lenguas autóctonas minoritarias dispersas, no limitadas a una región concreta, solo el Romaní (0,08%) tiene alguna protección por Alemania en la Carta Europea de las Lenguas Minoritarias o Regionales. No el yidis, mencionado en la sección anterior, aunque es materia de estudios a las Universidades de Düsseldorf y Trier.

### Lenguas desaparecidas
Durante la Antigüedad y la Edad Media, están testimoniadas en el territorio de la actual Alemania otras lenguas actualmente extintas. Durante el período romano Alemania habría estado poblada por poblaciones celtas y germánicas, en el período más antiguo los celtas ocupaban el territorio entre los romanos y los germanos del norte. Los celtas fueron desplazados o en parte asimilados a las poblaciones germánicas, así la invasión de los cimbrios durante el siglo II a. C. y recogida en las fuentes clásicas, menciona una serie de nombres propios que a veces pueden ser interpretados desde el celta y otras desde el germánico, razón por la cual considera cimbrios incluían contingentes celtas y germánicos. Estos cimbrios entraron en conflicto con los boyos cuyo asentamiento preferente era la República Checa, Eslovaquia, Hungría y Austria, aunque podrían haber tenido presencia en el sur de Alemania. Los boyos hablaban una variante de galo.
Los pueblos germánicos del norte de Alemania eran variados y hablaban lenguas diferentes, el grado de inteligibilidad entre varios grupos de germanos habría podido ser alto. Casi todos los germanos de Alemania habrían hablado variedades de dos grupos diferentes, el germánico del Elba y germánico del Rin, estos dos grupos de variedades serían el origen de las lenguas bajogermánicas y altogermánicas respectivamente. Inicialmente los germanos usaron el alfabeto rúnico para los primeros testimonios escritos en sus lenguas básicamente en inscripciones epigráficas y sobre objetos. La adopción de elementos culturales y tecnológicos del sur, llevó a una sustitución de este alfabeto nativo (posiblemente derivado del alfabeto etrusco) por el alfabeto latino. A partir del siglo VIII está bien testimoniado el alto alemán antiguo, antecesor de las variedades modernas de alto alemán, y genéticamente emparentado con el lombardo que usaría la nobleza germana de Italia y Panonia durante la Alta Edad Media. Entre los siglos VIII y XII, está documentado en el norte de Alemania el sajón antiguo antecesor de las variedades modernas de bajo alemán. También, entre los siglos V y IX en el oeste de Alemania se documenta el uso del fráncico o antiguo franconio, que también fue usado por la nobleza germánica del reino de los francos.
En Alemania oriental también hubo presencia de grupos eslavos occidentales desde el siglo VI. Las invasiones de los hunos y más tarde ávaros y tártaros búlgaros provocaron que muchas regiones de Alemania se despoblasen y muchos germanos se desplazaran al sur, los territorios despoblados fueron repoblados por pueblos eslavos procedentes del oeste. Si bien la presencia eslava se testimonia en el moderno sorbio, existían otras variedades como el extinto polabo desaparecido a mediados del siglo XVIII y el extinto eslovincio desaparecido a principios del siglo XX.

## Lenguas de la inmigración
La inmigración más reciente ha hecho que buena parte de los residentes en Alemania hablen lenguas alóctonas como segunda lengua, particularmente en el contexto familiar y en contextos reducidos:
- Turco c. 1.8%[3]
- Kurdo
- Ruso
- Árabe
- Griego
- Neerlandés
- Igbo (de Nigeria)
- Italiano estándar y otras lenguas italianas (sur de Europa)
- Polaco
- Serbocroata
- Español

## Aprendizaje de lenguas
La mayor parte de los alemanes han estudiado inglés como lengua extranjera durante su educación formal. Algunos alemanes también recibieron lecciones de francés o latín. El ruso, el italiano, el español, el polaco, el neerlandés o el griego clásico ocasionalmente se ofrecen como materias optativas en algunas escuelas (dependiendo de la ubicación geográfica).